# 夜は胸きゅん
夜は胸きゅん（よるはむねきゅん ）は、NHK総合テレビジョンとNHK衛星第2テレビジョンにて2007年4月3日から2008年3月18日まで放送された視聴者投稿番組である。予告編と本編41回の全42回。

## 概要
「人生捨てたものではない」という勇気と元気を視聴者に提供することを目指し、視聴者が実際に感じた胸がときめく実話を視聴者の投稿とそれを基とした再現ドラマで紹介する。またスタジオは夜行列車をイメージしたセットで、司会（車掌）の錦織一清（少年隊）とゲストがそれを見ながら感想や体験談を話し合う。エンディングのナレーションは歌手のあがた森魚であった。

## 放送時間
- 総合テレビジョン：火曜 22:45 - 23:00（再放送：木曜（水曜深夜）2:45 - 3:00）
- 衛星第2テレビ：木曜 8:15 - 8:30

## 放送されたタイトルとゲスト
- 2007年3月27日 予告編「いよいよスタート　夜は胸きゅん」：紺野美沙子（女優）・松尾貴史（コメディアン）・松本明子（女優）
- 2007年04月03日 ＃1「親切のわきまえ」：松尾貴史・紺野美沙子
- 2007年04月10日 ＃2「A君の手紙」：松尾貴史・松本明子
- 2007年04月24日 ＃3[3]「食卓に母がいる」：松尾貴史
- 2007年05月01日 ＃4「らっきょう」：赤井英和（元プロボクサー・俳優）
- 2007年05月08日 ＃5「私を変えた先生の"ありがとう"」：村松友視（小説家）
- 2007年05月15日 ＃6「深い山の中で」：片山右京（カーレーサー・冒険家）
- 2007年05月22日 ＃7「心のリボン」：島崎和歌子（女優）
- 2007年05月29日 ＃8「お前、腕をあげたな」：市川右近
- 2007年06月05日 ＃9「手紙千本ノック」：小林幸子
- 2007年06月12日 ＃10「言葉の本」：角田信朗
- 2007年06月19日 ＃11「魔法の豆みそ」：高橋ジョージ
- 2007年06月26日 ＃12「子離れとウサギ」：宇梶剛士
- 2007年07月03日 ＃13「母の焼くおだんごパン」：柴田理恵
- 2007年07月10日 ＃14「ドングリコロコロ」：秋川雅史
- 2007年07月31日 ＃15「おばあちゃんの電話」：渡辺正行
- 2007年08月28日 ＃16「ママのサンタになった日」：髙田万由子
- 2007年09月04日 ＃17「下町の奇跡」：野口健
- 2007年09月11日 ＃18「おばあさんの掛時計」：ムッシュかまやつ
- 2007年09月18日 ＃19「娘のひみつ」：小谷実可子
- 2007年09月25日 ＃20「縁結びの大樹」：タケカワユキヒデ
- 2007年10月02日 ＃21「思い出のウェディングドレス」：真琴つばさ
- 2007年10月09日 ＃22「車内のコンサート」：鴻上尚史
- 2007年10月16日 ＃23「粋なタクシー運転手」：東ちづる
- 2007年10月23日 ＃24「知らん振り」：林家正蔵
- 2007年10月30日 ＃25「謎の引越し団」：瀬戸カトリーヌ
- 2007年11月06日 ＃26「イゴッソウ」：つんく♂
- 2007年11月13日 ＃27「お弁当箱のメッセージ」：宮崎美子
- 2007年11月20日 ＃28「心に灯る赤ちょうちん」：春風亭小朝
- 2007年11月27日 ＃29「和裁士を目指して」：瀬川瑛子
- 2007年12月04日 ＃30「西の窓から」：国生さゆり
- 2007年12月11日 ＃31「砂糖のトマト」：三船美佳
- 2007年12月18日 ＃32「東京で最後のコロッケ」：パパイヤ鈴木
- 2008年01月22日 ＃33「父の空き瓶」：髙嶋政宏
- 2008年01月29日 ＃34「最後の授業参観」：嶋大輔
- 2008年02月05日 ＃35「エールの警笛」：高田延彦
- 2008年02月12日 ＃36「もしかして母さんですか」：假屋崎省吾
- 2008年02月19日 ＃37「逃げてもええんよ」：高木美保
- 2008年02月26日 ＃38「理想の男性」：室井佑月
- 2008年03月04日 ＃39「守られた約束」：田中義剛
- 2008年03月11日 ＃40「大きい父、小さい父」：梅沢富美男
- 2008年03月18日 ＃41「花道」：西田ひかる